# Radolfzell am Bodensee
Radolfzell am Bodensee är en stad i Landkreis Konstanz i regionen Schwarzwald-Baar-Heuberg i Regierungsbezirk Freiburg i förbundslandet Baden-Württemberg i Tyskland. Den har cirka 33 000 invånare år.

## Vänorter
Radolfzell am Bodensee har två vänorter:
- Amriswil, Schweiz
- Istres, Frankrike

## Kända personer från Radolfzell am Bodensee
- Kristof Wilke (1985–), roddare